# SpaceWire
SpaceWire è il nome di una rete di telecomunicazioni per veicoli spaziali basato in parte sullo standard IEEE 1355. Il suo sviluppo è coordinato dall'Agenzia Spaziale Europea (ESA) in collaborazione con altre agenzie spaziali, tra cui NASA, JAXA e Roscosmos.

## Architettura
Nella rete SpaceWire i nodi sono collegati mediante connessioni seriali di tipo punto a punto, con bassa latenza e in modalità full-duplex. Lo SpaceWire copre due dei sette livelli dello standard Open Systems Interconnection per le reti di comunicazione (fisico e collegamento dati).
Lo SpaceWire utilizza la comunicazione asincrona e consente velocità tra 2 e 400 Mbit/s.

## Uso
SpaceWire è utilizzata principalmente dall'ESA, ma anche da NASA, JAXA, Roscosmos, l'Agenzia spaziale cinese e altre organizzazioni e aziende. Alcuni progetti che fanno uso dello standard SpaceWire sono ad esempio Rosetta, BepiColombo, Mars Express e il telescopio spaziale James Webb. Inoltre diverse agenzie spaziali nell'ambito del CCSDS stanno lavorando per includere nello standard SpaceWire altri due livelli del modello OSI (rete e trasporto).